# Unknown World
Unknown World est un film américain indépendant d'aventure et de science-fiction réalisé par Terry O. Morse et sorti en 1951.

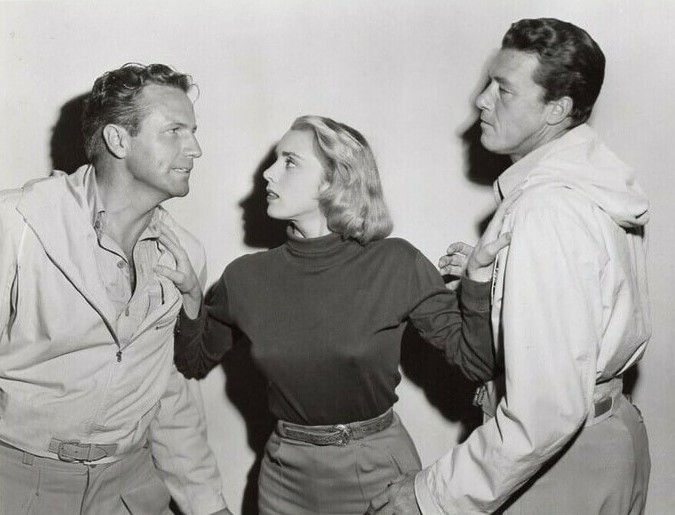
Jim Bannon avec Bruce Kellogg (à g.) et Marilyn Nash, dans une scène du film

Le sujet du film est la recherche par une expédition scientifique d'un espace souterrain habitable sous la terre, en prévision d'une guerre nucléaire qui rendrait impossible la vie en surface.

## Synopsis
Le Dr Jeremiah Morley est préoccupé par la possibilité d'une guerre nucléaire imminente. Il organise une expédition de scientifiques et leur demande d'utiliser une grande machine de forage en forme de réservoir à propulsion atomique, appelée Cyclotram, capable de forer profondément à la surface de la Terre afin de trouver un environnement souterrain où l'humanité pourrait s'échapper et survivre à un avenir nucléaire. 
L'expédition (Andy Ostergaard, le Dr Lindsey, le Dr Bauer, le Dr Paxton et le Dr Coleman) est lancée malgré l'échec du financement gouvernemental, grâce au financement privé de l'héritier du journal Wright Thompson, qui insiste pour les accompagner. Une rivalité se développe bientôt entre Ostergaard et Thompson pour avoir les faveurs de Lindsey, et au cours de cette dangereuse expédition souterraine, deux vies sont perdues.

## Fiche technique
- Réalisation : Terry O. Morse
- Scénario : Millard Kaufman
- Photographie : Allen G. Siegler, Henry Freulich
- Montage : Terrell O. Morse
- Musique : Ernest Gold
- Distributeur : Lippert Pictures
- Durée : 74 minutes
- Date de sortie : 26 octobre 1951

## Distribution

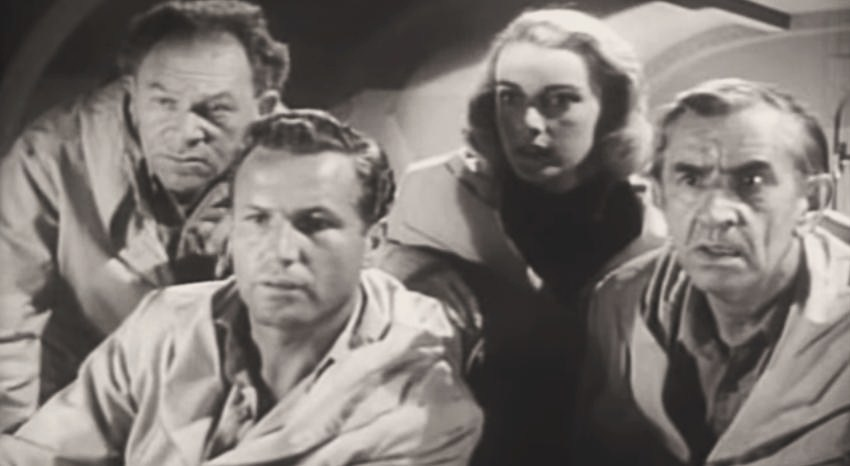
Otto Waldis, Bruce Kellogg, Marilyn Nash et Victor Kilian dans une scène du film.

- Victor Kilian : Dr. Jeremiah Morley (non crédité)
- Bruce Kellogg (en) : Wright Thompson
- Otto Waldis : Dr. Max A. Bauer
- Jim Bannon : Andy Ostergaard
- Tom Handley : Dr. James Paxton
- Dick Cogan : Dr. George Coleman
- George Baxter : Carlisle Foundation Chairman
- Marilyn Nash : Dr. Joan Lindsey
- Harold Miller : Carlisle Foundation Board Member (non crédité)

## Hommages
Les premières minutes du film sont un hommage au film Citizen Kane. Le film est librement inspiré du roman de Jules Verne Voyage au centre de la Terre.